# Damzoussi (Toécé)
Pour les articles homonymes, voir Damzoussi.
Damzoussi est une commune rurale située dans le département de Toécé de la province du Bazèga dans la région du Centre-Sud au Burkina Faso.

## Géographie
Damzoussi est situé à 7 km au Nord de Toécé et à 1,5 km à l'Est de Dagouma et de la route nationale 5.

## Santé et éducation
Le centre de soins le plus proche de Damzoussi est le centre de santé et de promotion sociale (CSPS) de Dagouma.